# I've Tried Everything but Therapy (Part 2)
I've Tried Everything but Therapy (Part 2) è il secondo album in studio del cantautore statunitense Teddy Swims, pubblicato il 24 gennaio 2025 dalla Warner.

## Accoglienza
| Recensione    | Giudizio |
| ------------- | -------- |
| AllMusic      |          |
| NME           |          |
| Rolling Stone |          |
| The Guardian  |          |
| The Observer  |          |
| Variety       |          |

I've Tried Everything but Therapy (Part 2) ha ottenuto recensioni generalmente positive da parte della critica specializzata. Su Metacritic, sito che assegna un punteggio normalizzato su 100 in base a critiche selezionate,  l'album ha ottenuto un punteggio medio di 70 basato su sei recensioni.

## Tracce
1. Not Your Man – 3:37
2. Funeral – 3:54
3. Your Kind of Crazy – 3:02
4. Bad Dreams – 3:04
5. Are You Even Real (feat. Giveon) – 2:27
6. Black & White (feat. Muni Long) – 3:00
7. Northern Lights – 3:35
8. Guilty – 2:56
9. It Ain’t Easy – 4:05
10. If You Ever Change Your Mind – 2:01
11. She Got It (feat. Coco Jones e GloRilla) – 3:11
12. Hammer to the Heart – 3:12
13. She Loves the Rain – 2:39

## Classifiche
| Classifica (2025) | Posizione massima |
| ----------------- | ----------------- |
| Australia         | 1                 |
| Austria           | 9                 |
| Belgio (Fiandre)  | 7                 |
| Belgio (Vallonia) | 5                 |
| Canada            | 11                |
| Danimarca         | 14                |
| Finlandia         | 25                |
| Francia           | 24                |
| Germania          | 7                 |
| Irlanda           | 4                 |
| Italia            | 88                |
| Norvegia          | 4                 |
| Nuova Zelanda     | 4                 |
| Paesi Bassi       | 3                 |
| Portogallo        | 36                |
| Regno Unito       | 2                 |
| Spagna            | 17                |
| Stati Uniti       | 4                 |
| Svezia            | 9                 |
| Svizzera          | 6                 |